# استخلاص سائل-سائل
استخلاص سائل-سائل هي فصل وتنقية المركبات اعتمادا على أن درجة ذائبيتها في مذيب ما تكون مختلفة.

## الهدف من التجربة
تهدف التجربة إلى فصل وتنقية المركبات العضوية.

## خصائص المذيب المناسب
- غير سام
- غير قابل للاشتعال
- متوفر
- رخيص الثمن
- لايتفاعل مع المادة المراد تنقيتها مما قد يحولها إلى مركبات أخرى
- درجة غليانه منخفضة
- يسمح بتكون بلورات بعد انتهاء عملية التبريد
- له القدرة على اذابة أحد المكونات بدرجة أكبر من المذيب الآخر
- المذيب يجب أن تكون كثافته مختلفه عن كثافة المذيب الآخر لتكوين طبقتين يمكن التمييز بينهما

## الأدوات المستخدمة
قمع فصل – دورق – كاس – قمع ترشيح،
ويجرى التجفيف للتخلص من اثار الماء التي قد تكون موجودة في المذيب العضوي بإضافة مواد صلبة غير عضوية لا مائية والانتظار فترة مناسبة ثم الترشيح، وعند تبخر المذيب نحصل على أحد المكونات
الاحتياطات الواجب توافرها: وهي أن يكون القمع نصف مملوء، وفتح الصنبور من وقت إلى آخر.

## تحديد كفاءة الاستخلاص
تركيز المادة في الطبقة العلوية
=
تركيز المادة في الطبقة المائية
معامل التوزيع
إذا كان معامل التوزيع اقل من 100 يستخدم الاستخلاص المتكرر
خطوات العمل:-
ناخذ 2 جم من المادة الصلبة + 20 مل هيدروكسيد الصوديوم+20 مل ماء ونرج لمدة ربع ساعة مع فتح القمع بين فترة وأخرى ثم نرشح فينتج طبقة مائية ومادة صلبة(راسب)
طبقة مائية مادة صلبة
الرشيح هو محلول ملح الحمض على ورقة الترشيح
تحتوي على ملح الحمض ذائب هي القاعدة
HCL + والتقليب والترشيح
الحمض في صورة صلبه
غسيل بالماء تجفيف
غسيل بالماء تجفيف
تعيين نسبة القاعدة
· تعيين درجة الانصهار
· نسبة الحمض.